# 牟山神社
牟山神社（むさんじんじゃ）は、愛知県知多市新知字東屋敷2にある神社。

## 祭神
- 天御中主命
- 大己貴命
- 少彦名命

## 歴史
創建は1266年（文永3年）。藤原源太正成によって創建されたと伝えられている。海上鎮護、豊年豊作を祈る神として尊ばれてきた。

## 祭礼
毎年10月の第1日曜日とその前日の土曜日に、朝倉の梯子獅子の前夜祭および本祭が執り行われる。朝倉の梯子獅子は愛知県指定無形民俗文化財に指定されている。